# Dousman
Dousman è un comune degli Stati Uniti, situato in Wisconsin, nella Contea di Waukesha.